# Rita Oraá
Rita María Oraá Larrazábal (Vitoria, 27 de julio de 1963) es una exjugadora de voleibol española.
A pesar de haber nacido en Vitoria, pasó su infancia en la localidad alavesa de Nanclares de la Oca donde le fue dedicada una plaza.
Curiosamente, ese mismo día nacieron 2 grandes jugadores de voleibol para bien de este deporte en España: Rita Oraá y Ricardo Díaz (integrante del Real Madrid de Voleibol y de la Selección Nacional Cadete y Juvenil).
Rita fue integrante de la selección española de voleibol femenino que tomó parte en los Juegos Olímpicos de Barcelona 1992. Esto la convierte en el único jugador de voleibol vasco (hombre o mujer) que ha llegado a participar en unas Olimpiadas. Obtuvo diploma olímpico (8.º puesto) por su participación en Barcelona.
Fue, durante su larga carrera deportiva, una de las mejores jugadoras de Voleibol de pista y posteriormente en la modalidad de playa.
Actualmente, sigue ligada al deporte desempeñando labores de gestión de la enseñanza deportiva en Alcorcón (Madrid) donde reside.